# 黃佑民
黃佑民（1966年—），中華民國海軍中將，出身海軍官校1988年班（77年班[註1]）。現任國防部常務次長，曾任海軍艦隊指揮部指揮官、參謀本部後勤參謀次長室次長、國防大學副校長、作戰及計畫參謀次長室助理次長、國防部長高廣圻辦公室少將主任、海洋監偵指揮部少將指揮官等職。2013年7月1日晉升海軍少將 、2019年7月1日晉升海軍中將。

## 黑鷹直升機失事生還
2020年1月2日，黃佑民隨同參謀總長沈一鳴等人搭乘空軍UH-60M黑鷹直升機自臺北松山基地起飛，預定前往宜蘭縣東澳嶺雷達站進行春節慰問，於飛行途中失事墜毀於新北市烏來山區，是次意外稱為黑鷹直升機迫降事故。黃佑民於事故中生還，但身受重傷。

## 荣誉

### 中华民国勋章奖章
- 四等宝鼎勋章（2023年1月3日颁授[4]）

## 參閲
- 中華民國海軍
- 國防部海軍司令部
- 2020年中華民國空軍UH-60M黑鷹直升機墜毀事故